# Condado de Sherman (Kansas)
O Condado de Sherman é um dos 105 condados do estado americano de Kansas. A sede do condado é Goodland, e sua maior cidade é Goodland. O condado possui uma área de 2 735 km² (dos quais 1 km² estão cobertos por água), uma população de 6 760 habitantes, e uma densidade populacional de 2 hab/km² (segundo o censo nacional de 2000). O condado foi fundado em 1886.